# Eustomias bigelowi
Eustomias bigelowi és una espècie de peix de la família dels estòmids i de l'ordre dels estomiformes.

## Morfologia
- Els mascles poden assolir 19,8 cm de longitud total.[4][5]

## Hàbitat
És un peix marí i d'aigües tropicals que viu fins als 500 m de fondària.

## Distribució geogràfica
Es troba a l'Atlàntic occidental central (entre 20-35°N i 35-90°W), l'Atlàntic sud (entre 0-25°S i 0-30°W), l'Índic occidental i el Pacífic (a prop de Hawaii).